# Julia Letlow
Julia Letlow, née Julia Janelle Barnhill le 16 mars 1981 à Monroe (Louisiane), est une universitaire et femme politique américaine. Membre du Parti républicain, elle est élue pour la Louisiane à la Chambre des représentants des États-Unis en mars 2021, après le décès de son époux Luke Letlow.

## Biographie

### Carrière professionnelle et famille
Julia Letlow étudie la communication à l'université de Louisiane à Monroe (ULM) où elle obtient son baccalauréat universitaire puis son master,. En 2003, elle devient chargée de cours au département de la communication de l'université. Elle rejoint ensuite l'université du Sud de la Floride où elle obtient son doctorat.
Elle retrouve l'université de Louisiane en 2007 dans un poste administratif, puis devient directrice de l'éducation et de la sécurité des patients à l'école de médecine de l'université Tulane de La Nouvelle-Orléans. Elle travaille ensuite à l'ULM en tant que directrice du marketing et de la communication de l'ULM, directrice exécutive des affaires externes et des communications stratégiques puis adjointe au président de l'université.
Elle est mariée à Luke Letlow, qui travaille notamment pour le gouverneur Bobby Jindal et le représentant Ralph Abraham. Ils ont ensemble deux enfants, Jeremiah et Jacqueline, et vivent dans la petite ville de Start dans la paroisse de Richland.

### Engagement politique
Avant d'être elle-même candidate, Julia Letlow participe à plusieurs campagnes électorales dans le nord de la Louisiane, dont celle de son mari. Le 5 décembre 2020, Luke Letlow est en effet élu à la Chambre des représentants des États-Unis. Trois semaines plus tard, avant de prêter serment, il meurt toutefois de la Covid-19, à l'âge de 41 ans.
En janvier 2021, Julia Letlow officialise sa candidature à la succession de son mari dans le 5e district de Louisiane, qui comprend le centre et le nord-est de l'État (dont les villes d'Alexandria et Monroe). Dans cette circonscription pauvre et conservatrice, elle fait campagne sur des thèmes similaires à ceux de son mari : l'emploi, l'accès à internet et le soutien à l'industrie agricole. Elle met également en avant leurs convictions conservatrices, opposées à l'avortement et au contrôle des armes à feu. À l'annonce de sa candidature, Donald Trump et l'essentiel du Parti républicain local lui apportent leur soutien. Elle devient alors la favorite de l'élection. Le 20 mars 2021, elle est élue représentante des États-Unis avec environ 65 % des voix, battant la démocrate Candy Christophe (27 %) et dix autres candidats. Elle prête serment et entre en fonction le 14 avril suivant. Elle est réélue le 8 novembre 2022 et de nouveau le 5 novembre 2024.

### Articles annexes
- Liste des représentants des États-Unis pour la Louisiane